# Mekens
Mekens (Mequéns, Mequens, Mequen, Moquen, Michens, Mequenes, Meke) /možda od riječi moquém koja dolazi iz tupijskog moka’em koja označava neku vrstu roštilja/, naziv indijanskim plemenima čiji su potomci danas poznati pod plemenskim imenom Sakirabiap, Sakiriabar, Sakurabiat, Saquirabiar, Sakirap, Sakirab ili Sakirap. Njime se u 17. stoljeću označavaju različiti Indijanci s rijeke rio Mequens a u 18. stoljeću plemena Amniapé (Amniapä) i Guarategaja, koji su jezično i kulturno srodni današnjim plemenima na rezervatu Terra Indígena Rio Mequens u Rondôniji, a pripadaju porodici tupari.
Od 20. stoljeća naziv mekens proširen je s Amniapé i Guarategaja, na Indijance Guaratira (Koaratira), Guarategaja (Korategayat) i Sakurabiat (Sakurap).